# Ruediger Dahlke
Ruediger Dahlke (* 24. Juli 1951 in Berlin) ist ein in Deutschland akkreditierter Arzt und österreichischer Sachbuchautor  im Bereich Esoterik. Seine dort geäußerten Positionen sind häufig Gegenstand von Kritik. Während der COVID-19-Pandemie bedient sich Dahlke verschwörungstheoretischer Annahmen. Auch davor war Dahlke schon oft öffentlich durch seine kontroversen Meinungen aufgefallen.

## Leben
Ruediger Dahlke wuchs in Freising auf und studierte an der Ludwig-Maximilians-Universität München Humanmedizin. 1978 wurde  er mit der Arbeit „Zur Psychosomatik des kindlichen Asthma bronchiale“ promoviert. Mitte der 1970er Jahre begann er die Weiterbildung zum Arzt für Naturheilweisen und in verschiedenen Psychotherapie-Richtungen aus dem Bereich der humanistischen Psychotherapie. An Thorwald Dethlefsens Institut für außerordentliche Psychologie machte er eine Ausbildung zum Reinkarnationstherapeuten und wirkte dort von 1977 bis 1989. Wegen inhaltlicher Differenzen trennte er sich 1989 von Dethlefsen und gründete zusammen mit seiner Frau Margit 1990 das Heilkundezentrum in Johanniskirchen in Niederbayern. Als Grundlage der therapeutischen Arbeit des Heilkundezentrums wird die Hermetik des Hermes Trismegistos benannt, in Dahlkes Büchern als Schicksalsgesetze, Schattenprinzip und Lebensprinzipien dargestellt. Von 2010 bis 2012 baute er mit seiner neuen Partnerin Rita Fasel das Heilkundeinstitut Taman-Ga in der Steiermark in Österreich auf.
Im November 2015 trat Dahlke als Redner auf dem wegen seiner Nähe zu Verschwörungstheoretikern und zur politischen Rechten umstrittenen Quer-Denken-Kongress in Friedberg auf.
Im Juni 2020 trat Dahlke als Redner bei einer Protestveranstaltung von Querdenken 711 gegen die Maßnahmen zur Eindämmung der Corona-Pandemie auf.

## Esoterische Positionen
Als ein Resultat seiner Krankheitsbilder-Psychotherapie mit Krebspatienten führt Dahlke an, häufig sei ein „schockhaft unverarbeitetes Erlebnis in der Vorgeschichte“ anzutreffen, „das offenbar das Immunsystem blockiert und dem Krebs erst die Chance gibt, wirklich auszubrechen“. Er konstatiert der Seele eine zentrale Rolle bei Entstehung und Verlauf von Krebs und gibt an, dass drei Viertel seiner Deutungen in „Krankheit als Symbol“ bei „gutwilliger Prüfung“ gut mit der so genannten Germanischen Neuen Medizin übereinstimmen, die er jedoch auch in Teilen als fanatisch und naiv kritisiert. Trotzdem empfiehlt er, eine „vorbehaltlose Überprüfung der Thesen Hamers“ und sieht die Schuld einer Prostatakrebserkrankung bei den Männern selbst, da sie „zu wenig Liebesfeste gefeiert“ hätten.
Bei Krankheiten allgemein ist er der Ansicht, dass ein kranker Körper lediglich das Symptom einer kranken Seele sei; der Kranke soll also selbst die Krankheit verursacht haben. Nach Dahlkes Ansicht haben Unfallopfer ihren Unfall unbewusst hervorgerufen. Dahlke sieht sich als Reinkarnationstherapeut, er betrachtet den Tod, z. B. in Folge eines Unfalls, als äußerste Eskalationsstufe einer Krankheit, bei dem das Bewusstsein wiedergeboren werden soll.
Er vertritt Thesen der Physiognomik, nach der die Kopf- und Körperform Aufschluss über Denkfähigkeit sowie Persönlichkeitseigenschaften gebe, und rät, sein Leben gemäß den physiognomischen Ansichten über äußerliche Merkmale wie der Nasen-, Kopf- oder Beckenform zu gestalten, weil ansonsten seelisches Ungleichgewicht drohe. Seine beschriebenen Geschlechterbilder und Rollenzuweisungen bedienen sich archaischer Stereotype; er unterstützt binäre Geschlechteransichten.
Entgegen dem naturwissenschaftlichen Konsens hält Dahlke eine Ernährung ohne „grobstoffliche“ (feste oder flüssige) Nahrung, beispielsweise durch Lichtnahrung, für möglich. Sie sei mittlerweile zu verbreitet, um „von intelligenten Menschen noch länger geleugnet zu werden“. Er selbst habe durch den Lichtnahrungsprozess eine „andere Energiequelle“ angezapft. Dabei habe ihm auch seine Erfahrung aus vorangegangenen Reinkarnationstherapien geholfen.
Während der COVID-19-Pandemie verbreitete Dahlke nach Ansicht von Marie Richter vom amerikanischen Unternehmen NewsGuard, das die Glaubwürdigkeit und Transparenz von Online-Nachrichten bewertet, Falschinformationen. Unter anderem ist er Anhänger der Verschwörungsmythen um Bill Gates und sieht Impfungen kritisch. Nach Dahlkes Meinung sollte man „lernen, mit allen Bakterien und Viren im Ausgleich zu leben“. Auch zur Schweinegrippe-Pandemie äußerte er sich verschwörungstheoretisch, sie sei eine „Inszenierung der Pharmaindustrie“. Im April 2020 veröffentlichte Dahlke das Buch „Schutz vor Infektionen“, in dem er sich u. a. auch mit COVID-19 beschäftigt. Dahlke beendete das Manuskript zum Buch Mitte März 2020. Zu diesem Zeitpunkt war die Pandemie in Europa noch nicht auf ihrem Höhepunkt und es gab nur wenige fundierte wissenschaftliche Erkenntnisse zum Virus. Laut Dahlke seien jedoch Fasten, vegane Ernährung und ein gesunder Lebenswandel ausreichend, um einer Virenerkrankung vorzubeugen. Hugo Stamm resümiert, dass Dahlkes Konzepte und Argumente gespickt seien mit Magie, abstrusen Vorstellungen und übersinnlichen Ideen.

## Kritik
Colin Goldner bezeichnete die in dessen Buch geäußerten Ansichten Dahlkes zur Lichtnahrung als „hochgefährlichen Unsinn“. Ursula Caberta, Autorin eines Schwarzbuchs über Esoterik, kritisiert Dahlke für seine „kruden Therapievorschläge“ (Reinkarnationstherapie). Bernd Harder (GWUP) kritisiert insbesondere die Ansicht Dahlkes, dass die Ursache von Krankheiten allein in der Psyche der Erkrankten liege, als „perfide und nahezu menschenverachtend“.
2013 erhielt Dahlke den Negativpreis Goldenes Brett vorm Kopf für sein Lebenswerk, insbesondere für seine Praxis der Homöopathie. Zudem hieß es in der Laudatio, es gebe, „ob Homöopathie, Bach-Blüten, oder die Kunst des Hand- und Fußlesens, ob Erdstrahlen, Astrologie oder Lichtnahrung, kein pseudowissenschaftlich-esoterisches Gebiet der Alternativmedizin, das von ihm noch nicht mit wohlwollender Aufmerksamkeit bedacht worden wäre“.

## Schriften (Auswahl)
- Krankheit als Weg (mit Thorwald Dethlefsen). Goldmann TB, München 1983, ISBN 3-442-11472-1.
- Krankheit als Sprache der Seele – Be-Deutung und Chance der Krankheitsbilder. Goldmann, München 1992, ISBN 3-442-12756-4.
- Krankheit als Symbol: Ein Handbuch der Psychosomatik. Symptome, Be-Deutung, Einlösung, 1996, ISBN 3-570-12265-4, 15. Auflage. C. Bertelsmann, 2007, ISBN 978-3-570-12265-5.
- Woran krankt die Welt. Goldmann, München 2001, ISBN 3-570-50022-5.
- Nichtrauchen leicht gemacht. Der schnelle Weg aus der Sucht. Heinrich Hugendubel Verlag, Kreuzlingen/München 2005, ISBN 3-7205-2612-7.
- Die Psychologie des Geldes. Nymphenburger, München 2008, ISBN 978-3-485-01147-1.
- Das große Buch vom Fasten. Goldmann, München 2008, ISBN 978-3-442-33801-6.
- Die Schicksalsgesetze – Spielregeln fürs Leben. Goldmann, München 2009, ISBN 978-3-442-33856-6.
- Das Schattenprinzip. Goldmann-Arkana, München 2010, ISBN 978-3-442-33881-8.
- Die Spuren der Seele: was Hand und Fuß über uns verraten (mit Rita Fasel). Gräfe und Unzer, München 2010, ISBN 978-3-8338-1731-1.
- Sinnlich Fasten – nach den 7 Archetypen der Wochentage (mit Dorothea Neumayr). Nymphenburger, München 2010, ISBN 978-3-485-01307-9.
- Lebensprinzipien – Heilung, Vorbeugung, Vorsätze, Goldmann, München 2011, ISBN 978-3-641-06341-2.
- Peace-Food – wie wir durch Verzicht auf Fleisch und Milch Körper und Seele heilen. Gräfe und Unzer, München 2011, ISBN 978-3-8338-2286-5.
- Seeleninfarkt. Zwischen Burn-out und Bore-out. Wie unserer Psyche wieder Flügel wachsen können. Scorpio Verlag, München 2012, ISBN 978-3-942166-97-3.
- Mythos Erotik. Eine Lebenskraft tritt aus dem Schatten. Scorpio Verlag, München 2013, ISBN 978-3-943416-01-5
- Krankheit als Chance. Ganzheitliche Wege zur Selbstheilung. Gräfe und Unzer, München 2014, ISBN 978-3-8338-3659-6
- Omega: Im inneren Reichtum ankommen, mit Veit Lindau, Arkana Verlag, München 2017, ISBN 978-3-442-34213-6.